# U–50-es tengeralattjáró-osztály
Az U–50-es osztály az első világháború idején a Császári és Királyi Haditengerészet által tervbe vett négytagú tengeralattjáró-osztály volt. A tervek a német Germaniawerft vállalattól 1915 júliusában vett Project 835 terveken alapultak. A haditengerészet 1916 februárjában a Ganz Danubius-t bízta meg az építés elkezdésével Fiumében. A tervezett négyből csak két hajó gerincét fektették le, de egyikük sem került vízre bocsátásra vagy befejezésre. A két félkész tengeralattjárót a háború után szétbontották.

## Tervezés
Amikor kitört az első világháború, a Osztrák–Magyar Monarchia tengeralattjáró flottája nagyrészt elavult volt, és a háború első két évében a Császári és Királyi Haditengerészet az Adriai-tenger helyi védelmére épített tengeralattjáró flottát erősítette meg. Ezen szükségletek építés alatt álló vagy Németországtól vásárolt hajókkal való kielégítése után az Adrián kívüli, szélesebb Földközi-tengeri műveletekre alkalmas tengeralattjárók építésére fókuszált.
Ennek érdekében 1915. július 11-én a Császári és Királyi Haditengerészet a Germaniawerft Project 853 tervét vásárolta meg, hogy ezen licenc alapján építhessen. A terv egy 840 t (930 amerikai tonna) felszíni és 1100 t (1200 amerikai tonna) alámerülési vízkiszorítású hajót irányzott elő. A hajók 241 láb (73 m) hosszúak lettek volna, 20 láb 8 hüvelyk (6,30 m) szélességgel és 12 láb 11 hüvelyk (3,94 m) merüléssel. A meghajtás tekintetében a tervben szereplő két hajócsavart egy 2,300 lóerős (1,700 kW) iker dízelmotor hajtotta, 16,5 csomó (30,6 km/óra) maximális felszíni sebességgel, míg alámerült állapotban egy 1200 lóerős (890 kW) iker villanymotor 9 csomó (16,7 km/óra) maximális utazósebességgel. Az U–50-es osztályú hajók 33 fős legénységre voltak tervezve.
Az U–50 terve hat 45 cm (17,7 hüvelyk) kaliberű torpedóvető csövet tartalmazott — négyet az orrban, kettőt a farban — és kilenc torpedót. Az eredeti terv két 10 cm/35-ös (3,9 hüvelyk) fedélzeti ágyúval számolt, melyeket a harmadik és negyedik hajó terveiben két 120 mm/35-ös, (4,7 hüvelyk) fedélzeti ágyúra cseréltek.

## Építés
1916. február 7-én a fiumei Ganz Danubius engedélyt kapott a hajóosztály két hajójának, az U–50-nek és az U–51-nek az építésére. Az 1916-ban építés alatt álló hat tengeralattjáró egyharmadát jelentő első két hajót 1918 szeptemberében követte az U–56 és U–57 megrendelése.
A hajók építését jelentősen lassította a képzett hajógyári munkások és az építőanyag hiánya. Ennek következtében az első két hajó egyikét sem bocsátották vízre, el sem készültek, és a második hajópár megrendelését is visszavonták, mielőtt a hajógerinceket lefektették volna. Az U–50 90%-ban volt kész a háború vége előtt, míg az U–51 csak 60%-ban. 1920-ban mindkét hajót helyben szétbontották.

## Fordítás
Ez a szócikk részben vagy egészben  az   U-50-class submarine című angol Wikipédia-szócikk ezen változatának fordításán alapul.  Az eredeti cikk szerkesztőit annak laptörténete sorolja fel. Ez a jelzés csupán a megfogalmazás eredetét és a szerzői jogokat jelzi, nem szolgál a cikkben szereplő információk forrásmegjelöléseként.